# Holičky (Morašice)
Holičky je malá vesnice, část obce Morašice v okrese Chrudim. Nachází se asi 2,5 km na jih od Morašic. V roce 2009 zde bylo evidováno 41 adres. V roce 2001 zde trvale žilo 74 obyvatel.
Holičky leží v katastrálním území Holičky u Chrudimi o rozloze 2,38 km2.